# Músculo tensor do véu palatino
O músculo tensor do véu palatino é um músculo do palato que tem origem na fossa escafóide, ao lado do músculo pterigóideo medial, e desce verticalmente até o hâmulo pterigóideo, o qual contorna para tomar a direção horizontal do palato.
Principal ação: tensionar o palato mole e abrir o óstio da tuba auditiva durante a deglutição e o bocejo.
Graciela